# وحمة البشرة الثؤلولية الخطية الالتهابية
وحمة البشرة الثؤلولية الخطية الالتهابية داء نادر يصيب الجلد يظهر على شكل حطاطات حمراء متعددة ومنفصلة تميل إلى الاندماج في لويحات خطية تتبع خطوط بلاشكو. يمكن أن تكون اللويحات ثؤلولية قليلًا (صدفية) أو قشرية (تشبه الأكزيما). تحدث وحمة البشرة الثؤلولية الخطية الالتهابية بسبب الطفرات الجسدية التي تؤدي إلى إصابة من نمط الفسيفساء الجينية. لا يوجد لها علاج، ولكن العلاجات الطبية المختلفة تخفف الأعراض.

## التصنيف
وحمة البشرة الثؤلولية الخطية الالتهابية حالة تؤثر عادة على جانب واحد فقط من الجسم (أحادية الجانب). يتأثر الجانب الأيسر لدى المرضى عادةً. وتكون الحالة مستمرة وتظهر الوحمات على طول خطوط مميزة. عادة ما تظهر على أحد الأطراف في مرحلة الرضاعة أو الطفولة. وصف ألتمان ومهريغان ست سمات مميزة لوحمة البشرة الثؤلولية الخطية الالتهابية: (1) بداية في سن مبكرة، (2) الغلبة لدى الإناث (نسبة الإناث إلى الذكور تبلغ 4 إلى 1)، (3) الإصابة المتكررة في الساق اليسرى، (4) الحكة، (5) المقاومة الملحوظة للعلاج، و(6) مظهر صدفي ونسيجي التهابي مميز.

## الوراثة
تكون معظم الحالات متفرقة، ولكن وُصفت حالة عائلية أصاب فيها المرض أمًا وابنتها.
اقتُرح أيضًا أن حدوث الآفات قد ينتج عن تنشيط طفرة قاتلة جسمية سائدة تنجو بسبب نمط الفسيفساء الجينية. إذ تبقى الخلايا الطافرة حية بسبب قربها من الخلايا الطبيعية. تقول نظرية أخرى إن عناصر اليُنقولات الراجعة قد تكون سبب جميع الأمراض الجلدية التي تظهر على طول خطوط بلاشكو. يظهر التنوع في الفرو لدى بعض الكلاب تبعًا لآلية مماثلة.
يعتمد تصنيف المرض بشكل كبير على مظهر وموقع الآفات (خصائص النمط الظاهري). نظرًا لكونها حالة نادرة، من الممكن أن يسبب أكثر من نمط جيني واحد نمطًا ظاهريًا واحدًا. ذُكرت مشاركة جينات مختلفة، ولكن عدد المرضى الذين دُرسوا في كل حالة منخفض جدًا. هناك بعض الأدلة على أن الإنترلوكينات 1 و6 وعامل نخر الورم α وجزيء الالتصاق بين الخلايا-1 زائدة في وحمة البشرة الثؤلولية الخطية الالتهابية، على غرار الصدفية.

## التشريح المرضي النسيحي
- تتميز اللويحات نسيجيًا بفرط التقرن، أي سماكة الطبقة الخارجية من الجلد. غالبًا ما يرتبط فرط التقرن بإنتاج كمية غير طبيعية من الكيراتين. تشمل الخصائص المميزة أيضًا الشواك المعتدل وهو سماكة في الطبقة الشائكة يرافقها استطالة الأوتاد الشبكية.
- تتمثل السمة النسيجية المميزة بالتناوب المنتظم للمناطق نظيرة التقرن المرتفعة قليلًا دون طبقة حبيبية (نقص التحبب) والمناطق سوائية التقرن المنخفضة قليلًا مع طبقة حبيبية بارزة (فرط التحبب). يتميز فرط التقرن السوائي بفرط التقرن الذي ترافقه خلايا عديمة النواة. ويتميز فرط التقرن النظيري بفرط التقرن الذي ترافقه خلايا منواة.
- تُظهر المنطقة سوائية التقرن نمط النَسج السلّي.
- تُظهر الأدمة تناثر الارتشاح الالتهابي المزمن (خراج مونرو الدقيق) ما يعطي في بعض الأحيان مظهرًا إسفنجيًا.
يشبه ذلك الصدفية الخطية، لكن المرضان يشكلان كيانين منفصلين وفقًا للتحليلات الكيميائية النسيجية المناعية.
الكيمياء النسيجية المناعية
يميل عدد النوى موجبة Ki-67 إلى أن يكون أقل مما هو عليه عادة في الصدفية وذلك لدى المرضى الذين يعانون من وحمة البشرة الثؤلولية الخطية الالتهابية المترافقة بالصدفية أو دونها. يكون عدد الخلايا موجبة كيراتين-10 التي تحمل HLA-DR أعلى منه مقارنة بالصدفية. وتكون جميع المجموعات الفرعية للخلايا التائية والخلايا التي تعبر عن مستقبلات الخلايا القاتلة الطبيعية منخفضة مقارنة بالصدفية، باستثناء الخلايا موجبة CD45RA، وذلك في وحمة البشرة الثؤلولية الخطية الالتهابية غير المترافقة يالصدفية. ظهرت كثافة المستقبلات CD8+ وCD45RO+ وCD2+ وCD94 وCD161 بفارق ملحوظ بين وحمة البشرة الثؤلولية الخطية الالتهابية غير المترافقة بالصدفية والصدفية نفسها. تكون الخلايا التائية التي ترتبط بالصدفية أقل بشكل ملحوظ في وحمة البشرة الثؤلولية الخطية الالتهابية غير المترافقة بالصدفية.